# Saint-Uniac
Saint-Uniac település Franciaországban, Ille-et-Vilaine megyében. Lakosainak száma 512 fő (2022. január 1.). Saint-Uniac Boisgervilly, Iffendic és Montauban-de-Bretagne községekkel határos.

## Népesség
A település népessége az elmúlt években az alábbi módon változott:
| Lakosok száma | 236  | 274  | 344  | 428  | 514  | 527  | 537  | 540  | 531  | 512  |
|               | 1968 | 1982 | 1990 | 2006 | 2013 | 2015 | 2017 | 2019 | 2020 | 2022 |